# Thanh Bình, Vũng Liêm
Thanh Bình là một xã cũ thuộc huyện Vũng Liêm, tỉnh Vĩnh Long, Việt Nam.

## Địa lý
Xã Thanh Bình có diện tích 25,61 km², dân số năm 1999 là 11.339 người, mật độ dân số đạt 443 người/km².

## Hành chính
Xã Thanh Bình được chia thành 12 ấp: Bình Thủy, Cái Dứa, Lăng, Tân Bình, Thái An, Thái Bình, Thanh Bình, Thanh Khê, Thanh Lương, Thanh Phong, Thanh Tân, Thông Lưu.